# 李家铺乡
李家铺乡，是中华人民共和国湖南省常德市津市市下辖的一个乡镇级行政单位。

## 行政区划
李家铺乡下辖以下地区：
官堰社区、樟树村、庙基村、土桥村、利兴村、灯塔村、双坪村、万家村、同乐村、箭楼村、双堰村、梁家坪村和清泉村。